# Silvius pollinosus
Silvius pollinosus är en tvåvingeart som beskrevs av Samuel Wendell Williston  1880. Silvius pollinosus ingår i släktet Silvius och familjen bromsar. Inga underarter finns listade i Catalogue of Life.